# YUBA liga 1967-1968
La YUBA liga 1967-1968 è stata la 24ª edizione del massimo campionato jugoslavo di pallacanestro maschile. La vittoria finale è stata ad appannaggio dello Zadar.

## Regular season
|     | Squadra               | G  | V  | P  | PF    | PS    | Pt. | Qualificazione |
| --- | --------------------- | -- | -- | -- | ----- | ----- | --- | -------------- |
| 1.  | Zadar                 | 22 | 19 | 3  | 1.861 | 1.553 | 38  |                |
| 2.  | AŠK Lubiana           | 22 | 18 | 4  | 1.975 | 1.734 | 36  |                |
| 3.  | Stella Rossa Belgrado | 22 | 14 | 8  | 1.904 | 1.635 | 28  |                |
| 4.  | Partizan Belgrado     | 22 | 14 | 8  | 1.885 | 1.777 | 28  |                |
| 5.  | Lokomotiva Zagabria   | 22 | 12 | 10 | 1.878 | 1.815 | 24  |                |
| 6.  | Jugoplastika Spalato  | 22 | 12 | 11 | 1.759 | 1.724 | 24  |                |
| 7.  | OKK Belgrado          | 22 | 10 | 12 | 1.776 | 1.807 | 20  |                |
| 8.  | Željezničar Karlovac  | 22 | 9  | 13 | 1.666 | 1.736 | 18  |                |
| 9.  | Radnički Belgrado     | 22 | 9  | 13 | 1.827 | 1.870 | 18  |                |
| 10. | Slovan Lubiana        | 22 | 8  | 14 | 1.642 | 1.840 | 16  |                |
| 11. | Borac Čačak           | 22 | 7  | 15 | 1.719 | 1.874 | 14  |                |
| 12. | Mlada Bosna Sarajevo  | 22 | 0  | 22 | 1.522 | 2.049 | 0   | retrocesso     |

| YUBA liga 1967-1968 |
| ------------------- |
| Zadar 3º titolo     |

## Formazione vincitrice
| N° | Naz.                  | Ruolo | Sportivo         |  | Alt. |  |
| -- | --------------------- | ----- | ---------------- |  | ---- |  |
|    | Jugoslavia (bandiera) |       | Miljenko Valčić  |  |      |  |
|    | Jugoslavia (bandiera) |       | Đuro Stipčević   |  |      |  |
|    | Jugoslavia (bandiera) |       | Milan Komazec    |  |      |  |
|    | Jugoslavia (bandiera) |       | Bruno Marcelić   |  |      |  |
|    | Jugoslavia (bandiera) |       | Mile Marcelić    |  |      |  |
|    | Jugoslavia (bandiera) | P     | Giuseppe Gjergja |  | 176  |  |
|    | Jugoslavia (bandiera) | C     | Krešimir Ćosić   |  | 209  |  |
|    | Jugoslavia (bandiera) |       | Ratko Laura      |  |      |  |
|    | Jugoslavia (bandiera) |       | Petar Anić       |  |      |  |
|    | Jugoslavia (bandiera) |       | Jure Košta       |  |      |  |
|    | Jugoslavia (bandiera) |       | Goran Brajković  |  |      |  |
|    | Jugoslavia (bandiera) |       | Petar Jelić      |  |      |  |
|    | Jugoslavia (bandiera) |       | Željko Troskot   |  |      |  |
|    | Jugoslavia (bandiera) |       | Nikola Olujić    |  |      |  |
|    | Jugoslavia (bandiera) | All.  | Đorđo Zdrilić    |  |      |  |